# Giacomo del Carretto
Giacomo del Carretto (Savona, 1215 – 1268) è stato un nobile italiano della dinastia degli Aleramici, marchese sovrano del Finale e vicario imperiale nella Riviera di Ponente.

## Biografia
Figlio del marchese del Finale Enrico II del Carretto e di Agata di Ginevra (figlia del conte Guglielmo I e sorella di Margherita, moglie del conte Tommaso I di Savoia). Probabilmente nacque a Finale o Savona verso il 1215, nonostante la residenza del padre documentata ad Alba a partire del 1224 a causa della guerra nella Riviera di Ponente. Verso il 1233 succede al padre dopo la sua morte nel marchesato del Finale e da subito entra in lotta con il comune d'Alba per il castello di Monforte, che dopo anni di guerra passa agli albesi nel 1255 ma ottenne in cambio il castello di Novello.
Nel tempo della guerra tra guelfi e ghibellini nella Riviera di Ponente resta fedele all'imperatore Federico II, cugino del padre, in confronto con il comune di Genova. Nel 1240 venne in aiuto del cugino Manfredo II Lancia, vicario imperiale, e raggiunse all'imperatore Federico a Pavia. Nel 1241 fa parte dell'assedio del castello di Segno e poi di Noli. Inviato il genovese Folco Guercio alla guida di nuove truppe, cattura il Guercio, e rifiuta anche l'attacco del suo parente Lanfranco Malocello inviato in rilevo del Guercio. Nel 1243 fu il capo della resistenza all'assedio genovese di Savona, e ottiene con successo il ritiro dell'esercito invasore. Fu da subito nominato rettore d'Albenga, ma lascia il governo al cugino Manfredo d'Incisa e al suo vicario, Giacomo Spinola.
Nel 1247 sposò a Cremona Caterina da Marano, figlia naturale dell'imperatore Federico, e venne nominato vicario imperiale nella regione a nord d'Asti, sotto l'autorità del cugino Tommaso II di Savoia, vicario generale del Piemonte. Nel 1249 riceve anche l'incarico di podestà d'Invrea e del Canavese. Morto l'imperatore nel 1250 e sconfitto il partito ghibellino, venne costretto a firmare la pace con i genovesi nel Trattato di Varazze di 1251 nel quale si sottomise al comune di Genova, cede loro il castello di Segno, e accetta la distruzione del castello di Varigotti, ma conserva la sua signoria sul Finalese. Nello stesso anno giura anche fedeltà al comune d'Asti, e riceve in feudo i castelli di Novello, Montechiaro, Lequio e Saliceto. Nel 1255 stipulò un accordo con il comune d'Alba riguardante i castelli di Monforte e Novello, impegnandosi a risiedere in Alba. Nel 1256 fa lo stesso con il comune di Savona.
Nel 1256 fu procuratore di Tommaso II di Savoia durante il suo rapimento da parte dei torinesi e astigiani, incaricato di trattare la sua liberazione, che ottenne con successo nel febbraio dell'anno successivo. Dopo l'ascesa di Carlo I d'Angiò nel Piemonte, resta fedele al partito ghibellino e ripresenta agli astigiani nella tregua del 1260.
La data esatta della sua scomparsa, avvenuta fra il 1265 e il 1268, è ignota. Solo nel 1268 fu stabilita la divisione dell'eredità tra i suoi figli.

## Matrimonio e discendenza
Ai primi di maggio del 1247 sposò Caterina da Marano, figlia illegittima dell'imperatore Federico II di Svevia. La coppia ebbe cinque figli. I tre figli maschi, seguendo la legge salica si divisero, nel 1268, i possedimenti del padre in "terzieri".
- Corrado (*~1250 †1316~1319), marchese di Millesimo;
- Enrico III (*? †?), marchese di Novello e Montechiaro;
- Aurelia (*1254 †1307), sposò in prime nozze Lanfranco Grimaldi (*? †1293), vicario di Provenza, da cui ebbe Ranieri I di Monaco, e in seconde nozze, nel 1295, un cugino del primo marito, Francesco Grimaldi (*? †1309), primo signore di Monaco;
- Margherita[4] (*1255 †1301); sposò Giovanni de Brayda
- Antonio (*1260 †1313), marchese del Finale; sposò Leonora Fieschi.

## Ascendenza
|                        |                     |                            | Genitori                         |  |  | Nonni |  |  | Bisnonni            |  |  | Trisnonni            |  |
|                        |                     |                            |                                  |  |  |       |  |  | Bonifacio del Vasto |  |  | Ottone III di Savona |  |
|                        |                     |                            |                                  |  |  |       |  |  | Bonifacio del Vasto |  |  | Ottone III di Savona |  |
|                        |                     | Berta di Torino            |                                  |  |  |       |  |  | Bonifacio del Vasto |  |  |                      |  |
| Enrico I               |                     |                            |                                  |  |  |       |  |  | Bonifacio del Vasto |  |  |                      |  |
|                        |                     | Agnese di Vermandois       | Ugo I di Vermandois              |  |  |       |  |  |                     |  |  |                      |  |
|                        |                     | Agnese di Vermandois       | Ugo I di Vermandois              |  |  |       |  |  |                     |  |  |                      |  |
|                        |                     | Agnese di Vermandois       | Adelaide di Vermandois           |  |  |       |  |  |                     |  |  |                      |  |
| Enrico II              |                     | Agnese di Vermandois       |                                  |  |  |       |  |  |                     |  |  |                      |  |
|                        |                     | Guglielmo V del Monferrato | Ranieri I del Monferrato         |  |  |       |  |  |                     |  |  |                      |  |
|                        |                     | Guglielmo V del Monferrato | Ranieri I del Monferrato         |  |  |       |  |  |                     |  |  |                      |  |
|                        |                     | Guglielmo V del Monferrato | Gisella di Borgogna              |  |  |       |  |  |                     |  |  |                      |  |
| Beatrice di Monferrato |                     | Guglielmo V del Monferrato |                                  |  |  |       |  |  |                     |  |  |                      |  |
|                        |                     | Giuditta di Babenberg      | Leopoldo III di Babenberg        |  |  |       |  |  |                     |  |  |                      |  |
|                        |                     | Giuditta di Babenberg      | Leopoldo III di Babenberg        |  |  |       |  |  |                     |  |  |                      |  |
|                        |                     | Giuditta di Babenberg      | Agnese di Waiblingen             |  |  |       |  |  |                     |  |  |                      |  |
| Giacomo Del Carretto   |                     | Giuditta di Babenberg      |                                  |  |  |       |  |  |                     |  |  |                      |  |
|                        | Amedeo I di Ginevra | Aimone I di Ginevra        |                                  |  |  |       |  |  |                     |  |  |                      |  |
|                        | Amedeo I di Ginevra | Aimone I di Ginevra        |                                  |  |  |       |  |  |                     |  |  |                      |  |
|                        | Amedeo I di Ginevra | Ita o Ida di Faucigny      |                                  |  |  |       |  |  |                     |  |  |                      |  |
| Guglielmo I di Ginevra | Amedeo I di Ginevra |                            |                                  |  |  |       |  |  |                     |  |  |                      |  |
|                        |                     | Matilde di Cuiseaux        | Pons I de Cuiseaux               |  |  |       |  |  |                     |  |  |                      |  |
|                        |                     | Matilde di Cuiseaux        | Pons I de Cuiseaux               |  |  |       |  |  |                     |  |  |                      |  |
|                        |                     | Matilde di Cuiseaux        | Laura de Senecy                  |  |  |       |  |  |                     |  |  |                      |  |
| Agata di Ginevra       |                     | Matilde di Cuiseaux        |                                  |  |  |       |  |  |                     |  |  |                      |  |
|                        |                     | Aimone I di Faucigny       | Rodolfo I de Faucigny            |  |  |       |  |  |                     |  |  |                      |  |
|                        |                     | Aimone I di Faucigny       | Rodolfo I de Faucigny            |  |  |       |  |  |                     |  |  |                      |  |
|                        |                     | Aimone I di Faucigny       | Constance De Faucigny            |  |  |       |  |  |                     |  |  |                      |  |
| Beatrice di Faucigny   |                     | Aimone I di Faucigny       |                                  |  |  |       |  |  |                     |  |  |                      |  |
|                        |                     | Clémence de Briançon       | Bernard de Briançon et d'Uxelles |  |  |       |  |  |                     |  |  |                      |  |
|                        |                     | Clémence de Briançon       | Bernard de Briançon et d'Uxelles |  |  |       |  |  |                     |  |  |                      |  |
|                        |                     | Clémence de Briançon       | Ermengarda di Lorena             |  |  |       |  |  |                     |  |  |                      |  |
|                        |                     | Clémence de Briançon       |                                  |  |  |       |  |  |                     |  |  |                      |  |